# V Sagittae
Désignations
V Sagittae, abrégé en V Sge, est une étoile variable cataclysmique de la constellation de la Flèche. D'après les mesures de parallaxe réalisées par le satellite Gaia, elle est distante d'à peu près ∼ 7 800 a.l. (∼ 2 390 pc) du système solaire. Il s'agit d'un système binaire composé d'une étoile de la séquence principale d'environ 3,3 M☉ et d'une naine blanche d'environ 0,9 M☉ ; le fait que la naine blanche soit bien moins massive que son compagnon est inhabituel pour une variable cataclysmique.

## Évolution finale
La luminosité de V Sagittae a doublé sur une période de 89 ans et elle continue de s'accroître. En 2020, les deux étoiles orbitent l'une autour de l'autre avec une période de 0,514 jours, et leur inclinaison par rapport à la Terre est telle qu'elles montrent des éclipses. La paire est dans ses derniers stades d'évolution, et sa période orbitale décroît selon un taux de 4,73 × 10−10 jour par cycle. Le matériel qui provient de l'étoile plus massive est transféré vers la naine blanche, qui l'accrète à un taux de plus en plus rapide, générant un vent stellaire particulièrement puissant.

## Fusion de la paire
Les deux étoiles se rapprochent inévitablement et, selon une étude parue début 2020, elles devraient fusionner pour devenir une seule étoile, produisant ainsi une nova. Pendant un court laps de temps, V Sagittae deviendra l'étoile la plus lumineuse de la Voie lactée et l'étoile la plus brillante du ciel nocturne. Cet évènement devrait se produire autour de 2083, à 16 ans près,,.
Ensuite, les deux astres formeront une unique géante rouge, avec un cœur de carbone et d'oxygène inerte entouré d'une enveloppe massive d'hydrogène avec une couronne interne où se produit la fusion en hélium.